# Renata Drössler
Renata Drössler (rozená Worek * 16. září 1963 Třinec) je česká herečka a zpěvačka polské národnosti.  Vystupovala např. v pražských divadlech Semafor, Hudebním divadle Karlín, či Divadlu pod Palmovkou. Vyučuje na Mezinárodní konzervatoři Praha a dříve i na Státní konzervatoři v Praze. Bývá označována za „černého motýla“ českého šansonu.

## Životopis
Pochází z polské rodiny žijící v Třinci v Československu. Tatínek, Polák, zpíval v polském pěveckém sboru HUTNIK v Třinci. Maminka byla většinu života sociální pracovnicí v nemocnici. Zpívala od dětství a přestože doma mluvili slezsky, od školky se pohybovala v polky mluvícím prostředí. V roce 1982 ukončila polské gymnázium v Českém Těšíně a chtěla dále studovat pedagogiku – český jazyk a zpěv, ale umělecký šéf polské scény Těšínského divadla, Karel Suszka, který navštívil představení gymnázia, ji pobídl ke studiu herectví. Ministerské zkoušky skládala v Praze a měla jet skládat herecké zkoušky v polštině do Polska, aby mohla jít do Polska studovat. V noci z 12. na 13. prosince 1981, ale generál Wojciech Jaruzelski vyhlásil v Polsku výjimečný stav, stavějící opoziční hnutí Solidarita mimo zákon, a Renatě Drössler již nebylo umožněno ani jít do Polska zkoušky složit (Podle údajů ministerstva vnitra údajně již od podzimu 1981 nestudoval v Polsku žádný československý občan). V polštině tak složila zkoušky na DAMU, kde se i zlepšila v češtině. Obor herectví na DAMU absolvovala v roce 1986. Nastoupila do angažmá na polské scéně Těšínského divadla, kde působila až do roku 1990. Dlouhodobě spolupracovala s polským režisérem Józefem Zbigniewem Czerneckim. V letech 1990–1991 získala své první zkušenosti s muzikálovým divadlem v Teatr Rozrywki v Chořově v Polsku. Později se usadila v Praze, kde šest let, do roku 1996 působila v pražském divadle Semafor, kam ji Jiří Suchý obsadil v představeních Kytice II  (jako Františku) a Kapitáne, kam s tou revue. Zažila Semafor v pasáži Alfa, Divadle Komedie, Klubu Lávka i Hudebním divadle Karlín. Stála u zrodu řady muzikálů a hudebních projektů – v muzikálu Drákula ztvárňuje nymfu a angažmá má také v Divadle pod Palmovkou v Praze, kam přešla z Městského divadla v Mostě a kde hraje v představení Edith a Marléne. Je pedagogem na Pražské konzervatoři i Mezinárodní konzervatoři Praha, kde vyučuje zpěv, jevištní řeč a herectví – techniku, interpretaci a šanson, herce i zpěváky. Se svým šansonovým recitálem Chanson mon amour navštívila scény nejen v Čechách ale i v Polsku, Německu, Španělsku, Rakousku a Indii[zdroj?] a v jeho rámci vydala i album Motýl něhy uletí, které vychází z poezie Jiřího Žáčka. Renata Drössler mluví polsky a česky, je rozvedená a z manželství má dvě dcery. Má o osm let starší sestru.
Podle svých slov zpívá šanson a blues v dvanácti jazycích: česky, polsky, rusky, německy, italsky, francouzsky, anglicky, latinsky, maďarsky, španělsky, hebrejsky a jidiš.

## Hudební a divadelní kariéra

### Chanson mon amour
- 1999 – současnost
- Autorský projekt Renaty Drössler ve spolupráci se špičkovými pražskými hudebníky
- Strhující vystoupení, ženy pláčí, muži touží[10]
- Známé chansonové evergreeny, i písně z autorské dílny
- Skutečné divadlo písně, dramatická křivka a bezchybná stavba vtáhne každého do svého nitra

- Složení doprovodné kapely 1:
  - Jakub Tököly, klavír
  - Tomáš Baroš, kontrabas
  - Radek Němejc, perkuse

- Složení doprovodné kapely 2:
  - Michal Worek, klavír
  - Tomáš Liška, kontrabas
  - Daniel Šoltys, perkuse

### To jsem já
- 1996–2000
- one woman show; divadlo Gong, Praha, Česko
- role Marlene Dietrich
- Recitál písní Marlene Dietrich
- režie Józef Zbigniew Czernecki

### Chopin – inspirace, improvizace, interpretace
- 1998–2002
- divadlo písní, Česko
- zpěvačka
- Písně Fryderyka Chopina upravené pro šanson. Texty Pavla Cmírala.
- Režie Józef Zbigniew Czernecki

### Hudební a divadelní role
| Rok               | Divadlo, soubor                 | Název inscenace                   | Role | Obor               |
| ----------------- | ------------------------------- | --------------------------------- | --- | ------------------ |
| 2023 - současnost | Městské divadlo Mladá Boleslav  | 1000 tváří Adiny                  | Adina Mandlová | –                  |
| 2015 - současnost | Hudební divadlo Karlín          | Dracula                           | Nymfa hodinová - jedna ze tří bývalých konkubín strašlivého hraběte Draculy. Hodinová nymfa je vysoká a energická | –                  |
| 1997 - současnost | Divadlo pod Palmovkou           | Edith a Marlene                   | Marlene Dietrich - niterný vhled do vztahu dvou megahvězd světového chansonu                                      | –                  |
| 2014              | Divadlo Hybernia Praha          | Antoinetta - královna Francie     | | –                  |
| 2009              | Divadlo Hybernia Praha          | Dracula                           | Nymfa hodinová | –                  |
| 2007 - 2005       | Městské divadlo Most            | Sugar (Někdo to rád horké)        | Sladká Sue - divadelní ztvárnění filmového muzikálu Někdo to rád horké                                            | –                  |
| 2006              | Divadlo Bez zábradlí Praha      | Tango                             | – | choreografka       |
| 2006              | Sidovsky management Praha       | Ginger a Fred                     | Transvestita Rita Hayworth - historie jednoho talk show, ve kterém se objevují bizarní postavy                    | –                  |
| 2005              | Komorní scéna Aréna Ostrava     | Tango                             | – | choreografka       |
| 2005              | Těšínské divadlo Český Těšín    | Motýli                            | zpívá píseň | –                  |
| 2003              | Nota Bene Musical Praha         | Dracula                           | | –                  |
| 2002              | Divadlo GONG Praha              | Franta Nebojsa aneb Strach        | Vypravěčka | –                  |
| 2002 - 2001       | Cavern club                     | Brouci - Evangelium podle Beatles | Snowwhite - muzikál o životě Beatles                                                                              | –                  |
| 2001              | Divadlo GONG Praha              | Chytrá horákyně                   | Úřednice | –                  |
| 2001              | Divadlo GONG Praha              | Rybář a jeho žena                 | Jeho žena | –                  |
| 2000              | Divadlo GONG Praha              | Chopin - podoby lásky             | Zpěv | –                  |
| 2000              | Divadlo GONG Praha              | Pod střechami Paříže              | – | hudební spolupráce |
| 1999              | Divadlo GONG Praha              | Bílá labuť                        | Macecha | –                  |
| 1999              | Divadlo GONG Praha              | Divadlo písní                     | Zpěv | –                  |
| 1999              | Divadlo pod Palmovkou Praha     | Edith a Marlene                   | Marlene Dietrich                                                                                                  | –                  |
| 1998              | Divadlo GONG Praha              | Na širém moři                     | Listonoš | –                  |
| 1998              | Divadlo GONG Praha              | To jsem já                        | Zpěv | –                  |
| 1997 - 1994       | Semafor Praha                   | Semaforské večery                 | Zpěvačka | –                  |
| 1996              | Městské divadlo Most            | Edith a Marlene                   | Marlene Dietrich                                                                                                  | –                  |
| 1995              | Divadlo Bez zábradlí Praha      | Revizor                           | – | choreografka       |
| 1995              | Nota Bene Musical Praha         | Dracula                           | Nymfa | –                  |
| 1994              | Divadlo Bez zábradlí Praha      | Tango                             | – | choreografka       |
| 1994              | Semafor Praha                   | Kapitáne, kam s tou revuí         | Dáma | –                  |
| 1994              | Semafor Praha                   | Koupil jsem si knot...            | Baletka - ta větší                                                                                                | –                  |
| 1993              | Semafor Praha                   | Kytice II.                        | Františka | –                  |
| 1991              | Těšínské divadlo Český Těšín    | Kto sprzatnal trupa?              | Klara Marshall | –                  |
| 1991              | Těšínské divadlo Český Těšín    | Kubus i jego pan                  | Agata, Córka | –                  |
| 1991              | Těšínské divadlo Český Těšín    | Skok z lóžka                      | Jacueline Boudevant                                                                                               | –                  |
| 1991              | Těšínské divadlo Český Těšín    | Tango                             | Ala | –                  |
| 1990 - 1991       | Teatr Rozrywki, Chorzów, Polsko | Čaroděj ze země OZ                | Vědma | –                  |
| 1990 - 1991       | Teatr Rozrywki, Chorzów, Polsko | Monachomachia                     | Jeptiška | –                  |
| 1990 - 1991       | Teatr Rozrywki, Chorzów, Polsko | Opera za tři groše                | Nevěstka | –                  |
| 1990              | Těšínské divadlo Český Těšín    | Betlejem polskie                  | Šmierč | –                  |
| 1990              | Těšínské divadlo Český Těšín    | Dwa razy tak                      | Anna | –                  |
| 1990              | Těšínské divadlo Český Těšín    | Porwanie Sabinek                  | Madzia | –                  |
| 1988              | Těšínské divadlo Český Těšín    | R.U.R.                            | Sulla | –                  |
| 1988              | Těšínské divadlo Český Těšín    | W pustyni i w puszczy             | Swita Mahdiego | –                  |
| 1987              | Těšínské divadlo Český Těšín    | Iwona, ksiežniczka burgunda       | Iwona | –                  |
| 1987              | Těšínské divadlo Český Těšín    | Jubileusz                         | Beata | –                  |
| 1987              | Těšínské divadlo Český Těšín    | Nove szaty króla                  | | –                  |
| 1987              | Těšínské divadlo Český Těšín    | Pani Prezesowa                    | Gobette | –                  |
| 1987              | Těšínské divadlo Český Těšín    | Polowanie na kaczky               | Wiera | –                  |
| 1986              | Těšínské divadlo Český Těšín    | Dwa teatry                        | Lizelotta; Pani                                                                                                   | –                  |

## Diskografie
LP:
- Motýl něhy uletí, CATRO Production 2022, 15 zhudebněných básní Jiřího Žáčka.

CD:
- To jsem já, 1996, Debutové album.
- Jsem jaká jsem, Renata Production 2006, Šansony, autorské i převzaté.
- Znovuzrozená, Renata Production 2012, Dvojalbum se známými písněmi Marlene Dietrich, akty Renaty Drössler, autorské písně.
- Motýl něhy uletí, Renata Production 2015, 15 zhudebněných básní Jiřího Žáčka.
- Live, CATRO Production, 2020

## Filmografie
- 1995: Válka barev
- 1996: Magda, její ztráty a nálezy
- 1999: Policajti z předměstí (TV seriál)
- 2004: Redakce (TV seriál)
- 2010: Jehovova pomsta (studentský film)
- 2013: Chromozom (E06)
- 2013: Nevinné lži (TV seriál)
- 2014: Poslední cyklista
- 2019: Modrý kód (TV seriál)
- 2021: Renata Drössler v Hudebním divadle Karlín
- 2022: Vražedné stíny (TV minisérie)
- 2023: Sedm schodů k moci (TV minisérie)